# Dodola
Dodola, včasih imenovana tudi perperuna ali peperuša je tradicionalna poletna staroverska šega prošnje za dež pri južnih Slovanih. Dekle, zavita v svežo zeleno vejevje, hodi skupaj s skupino otrok po ulicah vasi od hiše do hiše, kjer domačini nanjo zlivajo vodo. Ob sprevodu dodole skupina pleše in poje. Šega je imela poseben ples in pesem. Vodo pogosto zlivajo skozi rešeto, da s tem posnemajo dež.

## Etimologija
Ruski raziskovalec Rybakov je domneval, da ime dodola prihaja iz besede do-dol, v pomenu prošnje za dež, ki naj pride “do dol”. Njeno drugo ime Perperuna kaže na baltoslovanskega gromovnika Peruna. Zaradi tega so nekateri domnevali, da bi lahko bila Perperuda njegova žena, kar pa nima potrditve v folklori. Ime Dodola je lahko tudi sorodno litvanski besedi za nevihto dundulis 

## Ime
Šega je poznana pod dvema imenoma, najpogosteje kot dodola (dodole, dudula, dudulica, dodolă) in perperuna (peperuda, peperuna, perperuna, prporuša, preporuša, păpărudă, pirpirună). Obe imeni uporabljajo južni Slovani in Romuni. Na Štajerskem v Sloveniji je poznano ime Dodola. 